# Paul Wall
Paul Michael Slayton, conhecido como Paul Wall, (Houston, Texas, 11 de março de 1981 ) é um rapper, DJ, promotor e joalheiro americano. Ele é um dos rappers de pele branca mais bem sucedido do sul dos Estados Unidos. O rapper é afiliado à Swishahouse Records, antiga Swisha Blast Records. Paul se graduou no Colégio Jersey Village e estudou comunicação de massa na Universidade de Houston durante três anos. Paul Wall também é conhecido por "Iceman".

## História

### Início de carreira
Amigo de longa data de Chamillionaire, Paul Wall teve como primeira gravadora a Swishahouse. A sua entrada, juntamente com Chamillionaire, deve-se ao fato de terem impressionado Michael '5000' Watts, dono da gravadora, em freestyles e maquetes feitas por ambos. Quando conquistou o seu espaço na gravadora, rapidamente atingiu uma grande notoriedade e respeito nas ruas. Vendo o êxito que tinham as mixtapes em que participava, as vendas que proporcionava e a fraca compensação que recebia, acaba por abandonar, acompanhado por Chamillionaire, a Swishahouse.
Formaram os The Color Changin' Click e juntaram-se à Paid in Full Records, o rupo era ainda composto por Lew Hawk, 50/50 Twin, Rasaq, irmão de Cham, e Yung Ro. O grupo obteve um tremendo sucesso com o seu álbum de estréia, Get Ya Mind Correct, que atingiu perto de 200 mil cópias vendidas.
Divergências artísticas, e quem sabe algo mais, levam a um corte de relações entre ambos e que cada um siga o seu caminho. Enquanto que Chamillionaire opta por seguir de forma independente, criando a sua própria gravadora, Wall acaba por regressar à Swishahouse.
A sua primeira projeção a nível nacional ocorreu com "Still Tippin'" de Mike Jones. Como o single foi bem sucedido, ficou a expectativa e interesse do público por um novo álbum de Paul Wall.

### Gravadora maior
O álbum The Peoples Champ, editado pela Swishahouse, foi lançado em setembro de 2005, tornando-se disco de platina, tendo, por isso, ultrapassado um milhão de cópias vendidas em solo americano.
Depois de Chick Magnet, editado pela Paid In Full Records, em 2004, este segundo álbum de Paul Wall faz dele uma estrela, não só a nível do sul, como de todo o país, obtendo ainda um relativo sucesso internacionalmente.
Para isso contribuíram singles como "Sittin' Sidewayz", com Big Pokey, "They Don't Know", com Mike Jones e Bun B, e ainda "Girl".
A lista de participações deste álbum inclui, para além dos já citados, Three 6 Mafia, Trey Songz, Freeway, T.I., B.G., Kanye West, GLC, Grit Boys, Archie Lee, CootaBang e Aqualeo.
Bastante ligado ao estilo Screwed, criado e bastante dinamizado pelo falecido DJ Screw, Paul Wall é ainda DJ e bastante conhecido por ter um site onde vende grills.
Para concluir, Wall tem participações com MCs como Juvenile, Three 6 Mafia, Jim Jones, Nelly, Kanye West, T.I., The Game, 50 Cent e Juelz Santana. Get Money, Stay True, terceiro disco a solo de de Paul Wall, foi lançado em 2007.

### Vida Pessoal
Paul Wall é casado com sua esposa Crystal desde outubro de 2005, e em 18 de abril de 2006 nasceu seu primeiro filho, William "Fat" Patrick Slayton.

## Discografia

### Álbuns de estúdio
- 2004 - Chick Magnet
- 2005 - The Peoples Champ
- 2007 - Get Money, Stay True
- 2009 - Fast Life
- 2010 - Heart Of A Champion
- 2013 - #Checkseason
- 2014 - The Po-Up Poet
- 2015 - Slab God
- 2016 - Houston Oiler

### Colaborações
- 2002 - Get Ya Mind Correct
- 2005 - Controversy Sells
- 2006 - GYMC: The Remix Album

### Mixtapes
- 2006 - Houston We Have a Problem Part 2
- 2007 - 3 Kings Vol. 2 (Texas Edition)
- 2007 - Ain't No 401K for a Hustler
- 2008 - International Hustle

## Singles

### Solo
| Ano  | Canção                                       | EUA Hot 100 | EUA R&B | EUA Rap | Álbum                |
| ---- | -------------------------------------------- | ----------- | ------- | ------- | -------------------- |
| 2005 | "Sittin' Sidewayz" (feat. Big Pokey)         | 93          | 34      | 24      | The Peoples Champ    |
| 2006 | "They Don't Know" (feat. Mike Jones & Bun B) | —           | 71      | —       | The Peoples Champ    |
| 2006 | "Girl"                                       | 35          | 42      | 7       | The Peoples Champ    |
| 2007 | "Break 'Em Off" (feat. Lil Keke)             | 72          | 58      | 21      | Get Money, Stay True |
| 2007 | "I'm Throwed" (feat. Jermaine Dupri)         | 87          | 47      | 21      | Get Money, Stay True |
| 2009 | "Bizzy Body" (feat. Webbie & Mouse)          | —           | 49      | 23      | Fast Life            |

### Participações
- 2005 - "Still Tippin'" (Mike Jones feat. Slim Thug & Paul Wall)
- 2005 - "What You Been Drankin On?" (Jim Jones feat. P. Diddy, Paul Wall, Jha Jha)
- 2005 - "I Got Dat Drank" (Frayser Boy feat. Mike Jones & Paul Wall)
- 2005 - "Draped Up (remix)" (Bun B feat. Lil Keke, Slim Thug, Chamillionaire, Paul Wall, Mike Jones, Aztek, Lil' Flip, & Z-Ro)
- 2005 - "Grillz" (Nelly feat. Paul Wall, Ali & Gipp)
- 2005 - "Still on It" (Ashanti feat. Paul Wall & Method Man)
- 2006 - "I'm N Luv (Wit a Stripper) (remix)" (T-Pain feat. Twista, Pimp C, Paul Wall, R. Kelly, MJG, & Too Short)
- 2006 - "Drive Slow" (Kanye West feat. Paul Wall & GLC)
- 2006 - "Holla at Me" (DJ Khaled feat. Lil Wayne, Paul Wall, Fat Joe, Rick Ross, & Pitbull)
- 2006 - "Way I Be Leanin'" (Juvenile feat. Mike Jones, Paul Wall, Skip, & Wacko)
- 2006 - "About Us" (Brooke Hogan feat. Paul Wall)

## Outras aparições
- 2005 - "American Pie" (Chingo Bling feat. Mike Jones & Paul Wall)
- 2005 - "What Ya Know About" (Mike Jones feat. Paul Wall & Killa Kyleon)
- 2005 - "Machete Reloaded" (Daddy Yankee feat. Paul Wall)
- 2006 - "All Eyes on Me" (LeToya Luckett feat. Paul Wall)
- 2006 - "Cadillac" (Trae feat. Paul Wall, Three 6 Mafia, Jay'ton & Lil Boss)
- 2006 - "Make Dat Pussy Pop" (Tha Dogg Pound feat. Paul Wall)
- 2006 - "That's A Bet" (JR Writer feat. Paul Wall)
- 2007 - "This Ain't a Scene, It's an Arms Race" (Extended Remix) (Fall Out Boy feat. Travis McCoy, Tyga, Kanye West, Paul Wall, Skinhead Rob, Lupe Fiasco & Lil Wayne)
- 2007 - "Hit 'Em Up" (DJ Khaled feat. Bun B & Paul Wall)
- 2007 - "Southside Thang" (Chingo Bling feat. Paul Wall)
- 2008 - "Let The Trunk Pop"  (Fade Dogg feat. Paul Wall)
- 2008 - "Hard Tops & Drops" (Keak Da Sneak feat. Paul Wall & Scoot)
- 2008 - "On Citas" (Keak Da Sneak feat. Paul Wall & Chingo Bling)
- 2008 - "Get the Fuck Outta Here" (Tech N9ne feat. Paul Wall and The Popper)
- 2008 - "She Wanna Go" (Colby O'Donis feat. Paul Wall)
- 2008 - "On My Feet" (Skatterman & Snug Brim feat. Paul Wall)
- 2008 - "How To Act" (DJ Pharris feat. Lil Scrappy, Shawnna, Rich Boy & Paul Wall)
- 2008 - "2 MPH" (Mistah F.A.B. feat. Bun B, Paul Wall & Chamillionaire)
- 2008 - "Won't Let You Down (Texas Takeover Remix)" (Chamillionaire feat. K-Ci, Slim Thug, Lil Keke, Mike Jones, Trae, Paul Wall, UGK & Z-Ro)
- 2008 - "I'ma Boss" (Young Life feat. Lil Wayne & Paul Wall)
- 2008 - "Obama '08" (with Bun B, Chamillionaire, Cory Mo & Trae)
- 2008 - "Miles Away" (Warren G feat. Lil Keke & Paul Wall)
- 2009 - "Top Drop" (Slim Thug feat. Paul Wall)
- 2009 - "Welcome 2 Houston" (Slim Thug feat. Chamillionaire, Paul Wall, Mike Jones, UGK, Lil' Keke, Z-Ro, Trae, Rob G, Lil' O, Big Pokey, Mike D, Yung Redd)